# Michel Paccard
Docteur Paccard
Michel Gabriel Paccard, dit Docteur Paccard, né en 1757 à Chamonix (alors duché de Savoie du royaume de Sardaigne) et mort dans la même ville en 1827 (alors division d'Annecy du royaume de Sardaigne), est un médecin, un botaniste et un alpiniste savoyard du XVIIIe siècle, célèbre pour avoir réussi, avec Jacques Balmat, la première ascension du mont Blanc en 1786.

## Biographie
Chamoniard de souche, Michel Paccard fit ses études de médecine à Turin, qui, à cette époque, était la capitale du Royaume de Sardaigne. C'est à sa passion pour la botanique et la minéralogie qu'il doit sa rencontre avec le savant Horace-Bénédict de Saussure.
Celui-ci, désireux d'en calculer l'altitude exacte, avait lancé dès 1760 la course au mont Blanc. C'est ainsi que Paccard conçut l'idée d'atteindre le sommet le premier. En 1783, il fait une première tentative infructueuse avec Marc Théodore Bourrit. En 1784, il récidive plusieurs fois avec Pierre Balmat par le versant du Tacul. Mais c'est avec Jacques Balmat, modeste chasseur de chamois et cristallier, lui-même convaincu d'avoir trouvé la voie lors d'une précédente tentative solitaire, un mois plus tôt, par la montagne de la Côte et le dôme du Goûter, qu'il atteignit le sommet le 8 août 1786 à 18 h 23. L'itinéraire, extrêmement dangereux, est abandonné en 1820[réf. souhaitée].
Le docteur Paccard avait emporté, lors de cette expédition, un thermomètre, un baromètre et une boussole pour réaliser un petit nombre d'expériences scientifiques. En revanche, les deux hommes ne sont équipés ni de cordes, ni de piolets, ni de crampons. La réverbération de la neige oblige le docteur Paccard à effectuer la descente les yeux fermés[réf. nécessaire] et la couche protectrice de sa cornée en restera altérée.

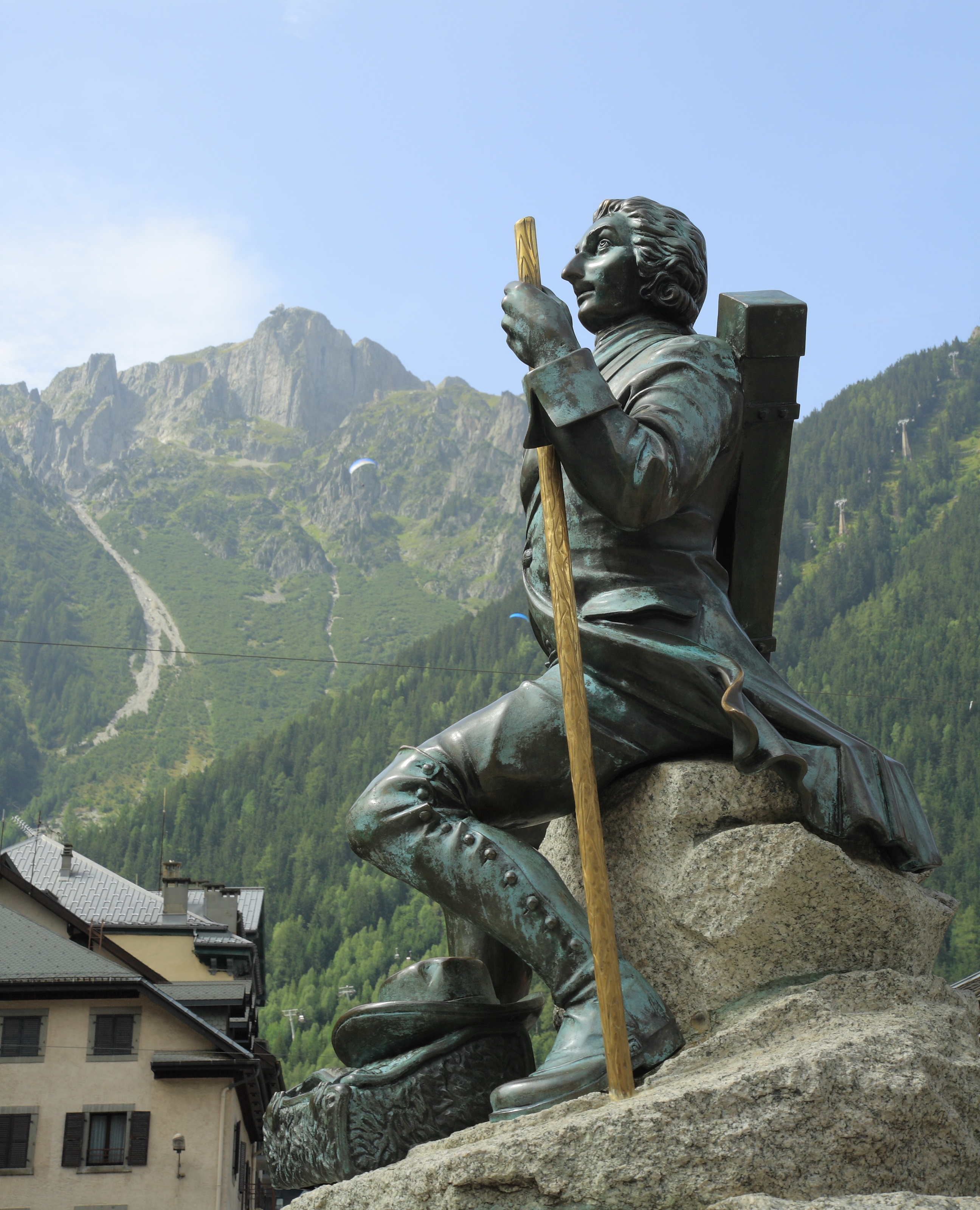
Statue de Michel Paccard.
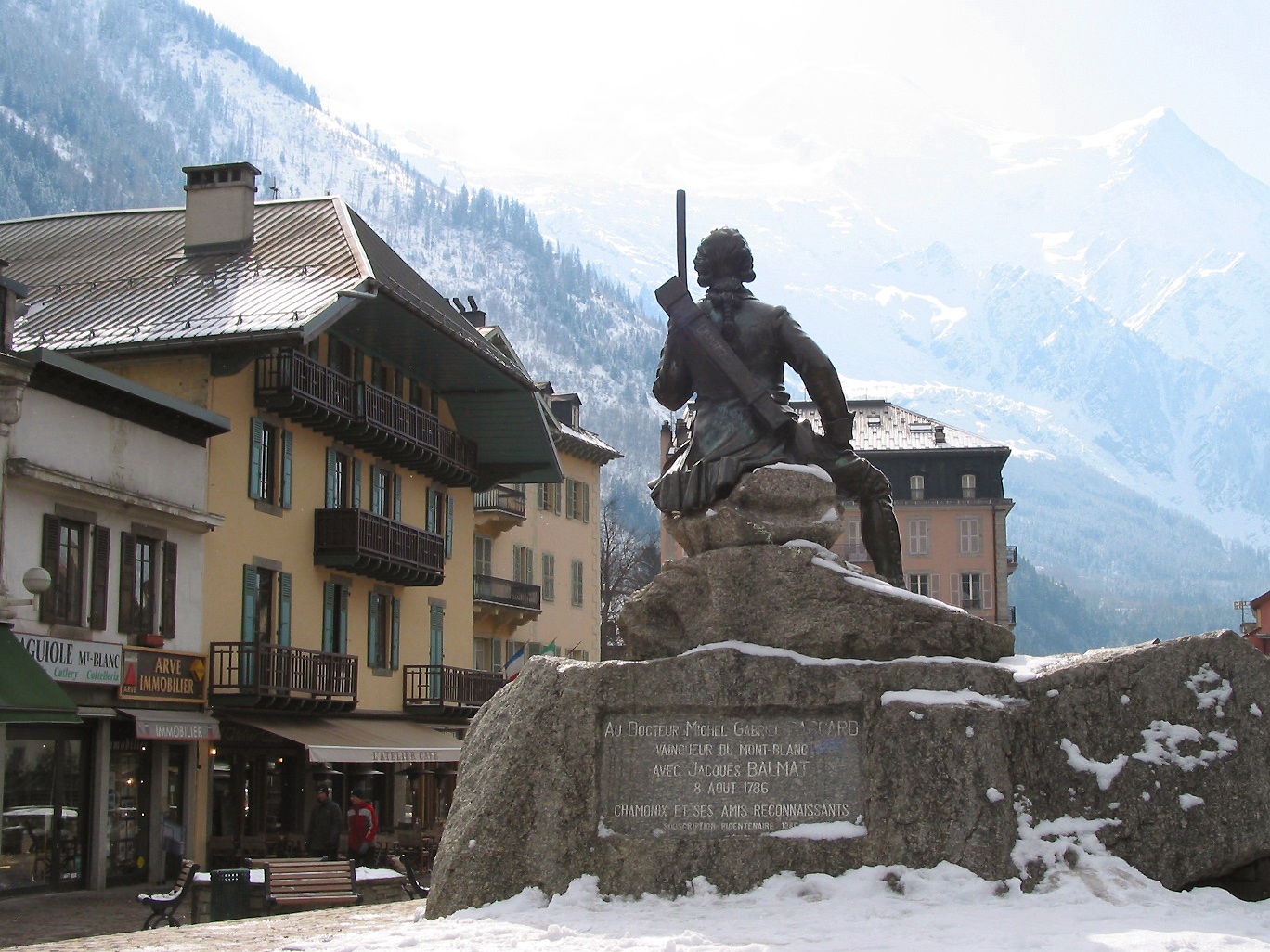
Statue de Michel Paccard, place Balmat à Chamonix-Mont-Blanc.